# Демчак Зінаїда Лук'янівна
Зінаї́да Лук'я́нівна Демчак (нар. 1 січня 1935, село Радковиця, тепер Городоцького району Хмельницької області — ?) — українська радянська діячка, новатор сільськогосподарського виробництва, доярка колгоспу імені Островського Городоцького району Хмельницької області. Депутат Верховної Ради УРСР 7-го скликання.

## Біографія
Народилася у селянській родині 1 січня 1935 (за іншими даними — 1937) року. Закінчила семирічну школу.
З 1950-х років — доярка колгоспу імені Свердлова (потім — імені Островського) села Радковиці Городоцького району Хмельницької області. У 1966 році надоювала по 3200 кг молока від кожної корови.
Обиралася депутатом Хмельницької обласної ради депутатів трудящих.
Потім — на пенсії у селі Радковиці Городоцького району Хмельницької області. 

## Нагороди
- орден Трудового Червоного Прапора
- медалі